# Ruhrpolen

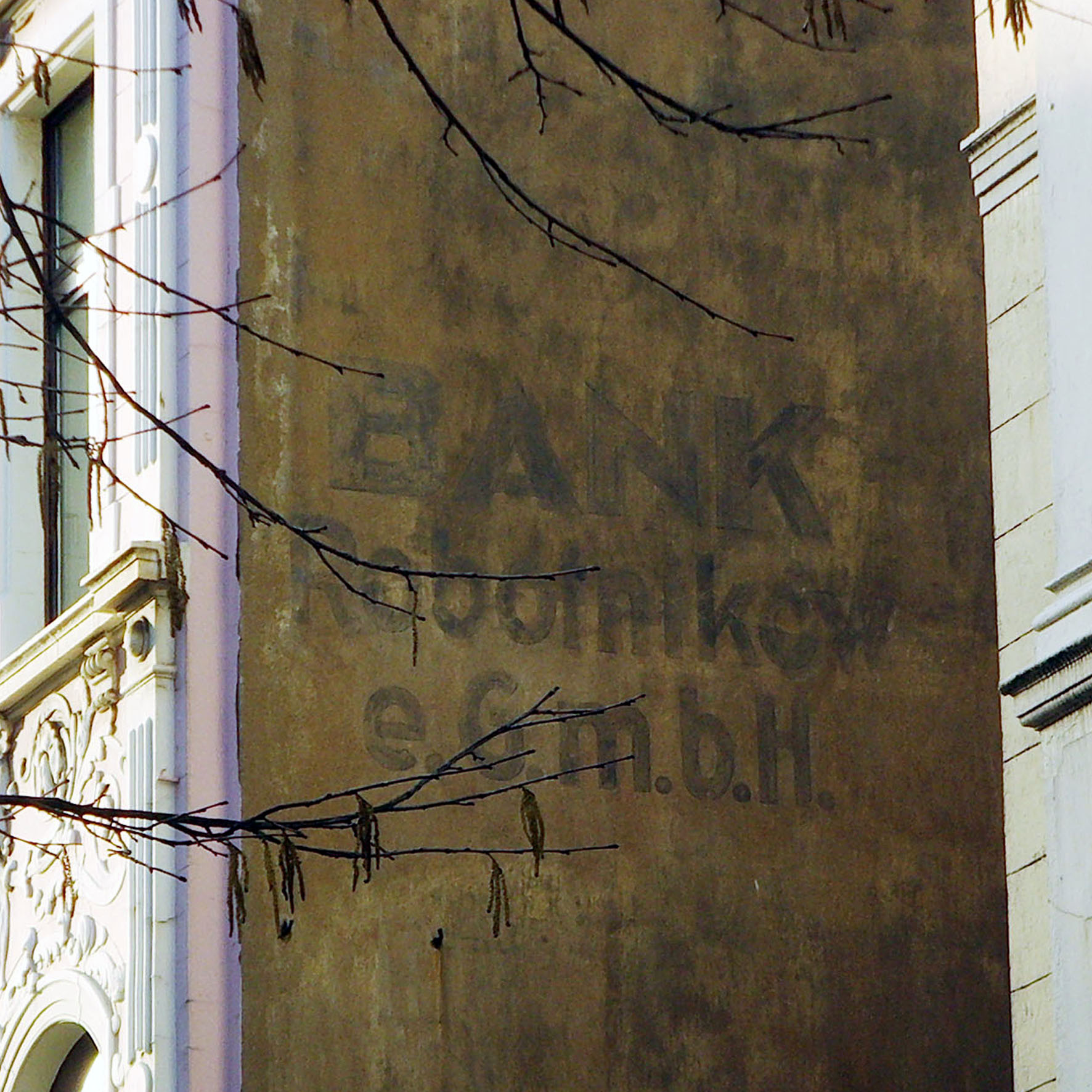
Szyld nieistniejącego od lat Banku Robotników w Bochum – obecnie siedziba ZG ZPwN

Ruhrpolen (z niem. „Polacy z Zagłębia Ruhry”) – polska czy też polskojęzyczna ludność osiadła od zjednoczenia Niemiec do I wojny światowej w Zagłębiu Ruhry, pochodząca z obszarów wschodnich prowincji pruskich.
W drugiej połowie XIX wieku ludność ówczesnej wschodniej części Rzeszy (Prusy Wschodnie, Prusy Zachodnie, Prowincja Poznańska, Śląsk) zaczęła migrować do ośrodków przemysłowych w zachodnich Niemczech. Określany mianem Ostflucht proces nasilił się na przełomie wieków i dotyczył nie tylko Niemców, ale także rdzennych Polaków zamieszkujących ziemie zaboru pruskiego i Śląska. Spora część z nich osiadła w Zagłębiu Ruhry, dynamicznie się wówczas rozwijającym zagłębiu przemysłowym.
Wśród migrantów działały – do wybuchu II wojny światowej – polskie organizacje i stowarzyszenia. W Bochum znajdowała się Dzielnica III Związku Polaków w Niemczech obejmująca Westfalię, Nadrenię, Badenię i Palatynat. W 160 kołach skupionych było 13 tys. członków organizacji.
W czasie wojny związek został rozwiązany, a jego majątek zrabowany przez nazistów. Część działaczy zostało uwięzionych lub rozstrzelanych. Po wojnie Polacy na tym terenie stopniowo ulegali asymilacji.

## Organizacje, przedsiębiorstwa, zrzeszenia
- Zjednoczenie Zawodowe Polskie, zał. w 1902 w Bochum
- Bank Robotników, zał. w 1917 w Bochum
- Narodowe Stronnictwo Robotników, zał. w 1917 w Wanne-Eickel
- FC Schalke 04, klub piłkarski potocznie nazywany klubem polskim (niem. Polackenverein) do końca lat 30. XX w.

## Osoby
- Stanisław Mikołajczyk (ur. w 1901 w Dorsten) – premier Polski na uchodźstwie w latach 1943–1944, wicepremier w Polsce w latach 1945–1947